# Arthur Aldred
Arthur Aldred (* 27. August 1919 in Atherton; † 23. Mai 2002 in Birmingham) war ein englischer Fußballspieler.

## Karriere
Aldred kam 1946 von Hereford United zum Erstligisten Aston Villa, zuvor hatte er während des Zweiten Weltkriegs in den kriegsbedingten Ersatzwettbewerben sporadisch für Nottingham Forest gespielt. Der Durchbruch in der ersten Mannschaft von Aston Villa blieb dem Flügelspieler aber verwehrt und im Sommer 1948 wechselte er ohne ein Pflichtspiel bestritten zu haben, ebenso wie seine Mannschaftskameraden Arthur Haynes und Tom Clark, ablösefrei zum Drittligisten FC Walsall. Aldred kam in der ersten Saisonhälfte der Spielzeit 1947/49 zu elf Liga- und vier Pokaleinsätzen, in beiden Wettbewerben gelang ihm jeweils ein Treffer, als er mit Jimmy Condie oder Lou Tinkler die Flügelzange bildete. Letztmals war er Ende Januar bei einer 0:4-Niederlage im FA Cup gegen den Zweitligisten Luton Town zum Einsatz gekommen. Nachdem bereits Anfang März 1949 sein Wechselwunsch öffentlich kommuniziert worden war, verließ er Walsall zum Saisonende wieder und setzte seine Laufbahn in der Southern Football League fort. 
Dort schloss er sich zunächst wieder Hereford an und spielte anschließend noch für Cheltenham Town (ab August 1950), Yeovil Town (1951/52; 28 Pflichtspiele/8 Tore), den FC Tonbridge (1952/53, 8 Pflichtspiele/1 Tor), die Kidderminster Harriers (ab August 1953) und Rugby Town (ab September 1954). Im Februar 1970 übernahm er das Traineramt beim Sunday-League-Team Lion Rangers.